# のんのん。
『のんのん。』は、2009年4月14日から2010年2月23日まで北海道放送（HBCテレビ）で放送されていたサッカーをメインにしたテレビ番組である。
番組タイトルはMCを務めた野々村芳和の愛称から取ったもので、野々村の事実上の冠番組となっている。

## 放送時間
いずれも日本標準時。
- 火曜日 10:55 - 11:20 （2009年4月14日 - 2009年9月22日）
- 火曜日 13:55 - 14:20 （2009年9月29日 - 2010年2月23日）

## 出演者
- 野々村芳和（元コンサドーレ札幌MF、現・コンサドーレ札幌代表取締役社長）

## 番組内コーナー
のんのん。
毎週野々村がゲストとともにロケを敢行し、ゲストの素顔に迫る。出演するゲストはコンサドーレの選手・OBから各界の著名人まで。
ワシならやれる!
野々村と石崎信弘監督がサッカー以外の質問に回答する。
コンサドーレ詳報!
コンサドーレの試合結果を野々村の解説付きで伝える。